# Еренфрид Пацел
Еренфрид Пацел (2. децембар 1914. - Бидинген, 8. март 2004) био је етнички немачки фудбалер из Чехословачке.
Пацел је играо за Теплицер од 1932. до 1939. године, а затим је отишао у Немачку где је играо од 1939. до 1948. године.
Такође је одиграо четири утакмице за репрезентацију Чехословачке и био је учесник Светског првенства у фудбалу 1934.